# Ewa Mentel
Ewa Mentel (ur. 1944) – polska wokalistka jazzowa, pedagog, wieloletnia kierownik wokalna Teatru Rozrywki w Chorzowie, autorka publikacji traktujących o pedagogice i dydaktyce wokalnej.
Występuje jako solistka kameralnych zespołów jazzowych, m.in. Clara Montana.
Ukończyła studia w Akademii Muzycznej w Katowicach. Od 1970 roku pracuje na tej uczelni. Wśród jej wychowanków wymienić można Lorę Szafran, Mieczysława Szcześniaka, Joannę Zagdańską, Janusza Szroma